# Tyehimba Jess

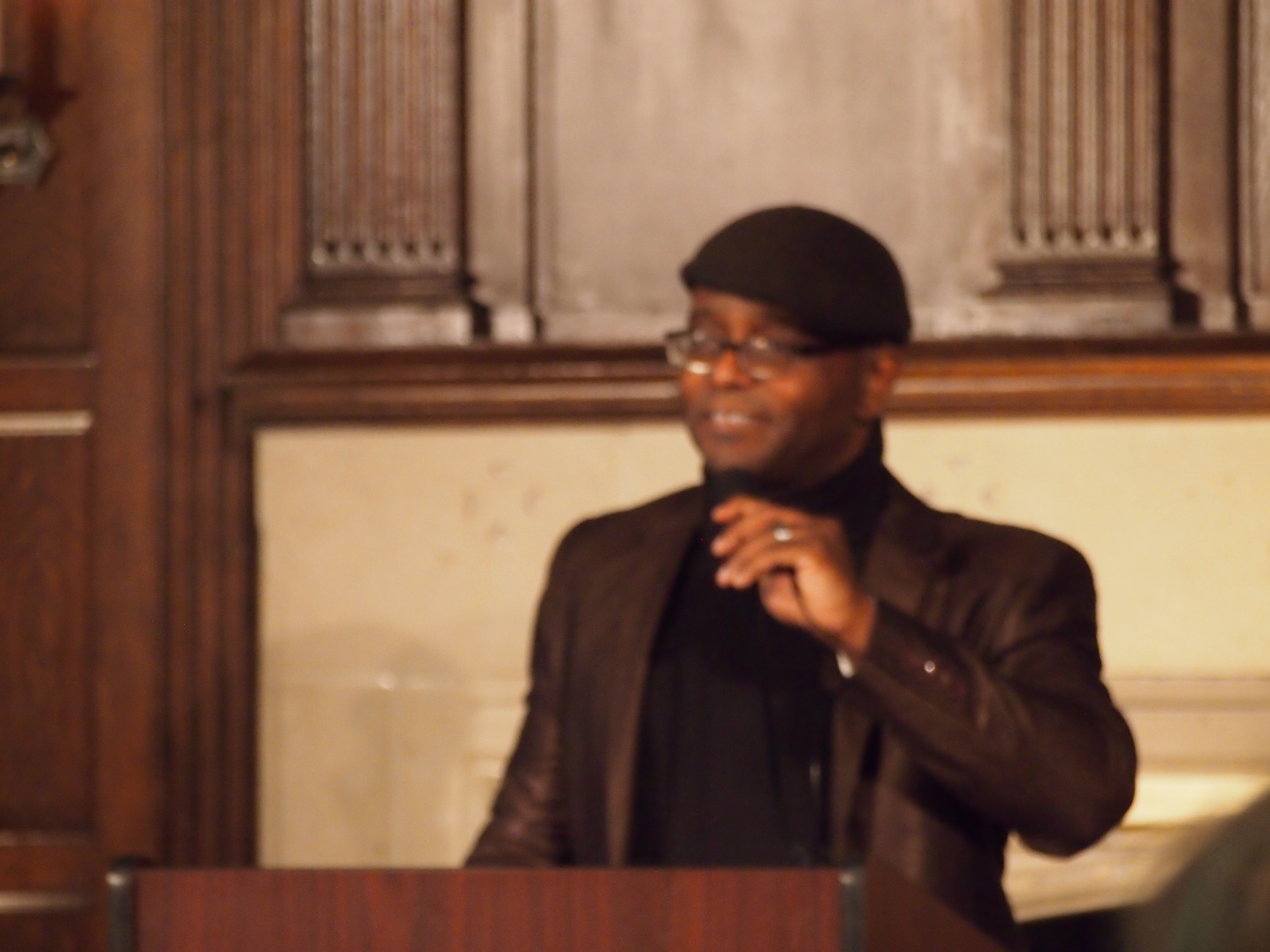
Tyehimba Jess (2018)

Tyehimba Jess (* 1965 in Detroit, Michigan) ist ein US-amerikanischer Lyriker und Hochschullehrer, der 2017 für seinen Gedichtband Olio den Pulitzer-Preis für Dichtung erhielt.

## Leben
Jess absolvierte ein grundständiges Studium an der University of Chicago, das er mit einem Bachelor of Arts (B.A.) beendete. Ein postgraduales Studium an der New York University (NYU) schloss er mit einem Master of Fine Arts (MFA) ab. Durch die finanzielle Unterstützung als Fellow des National Endowment for the Arts (NEA) und des Provincetown Fine Arts Work Center begann er seine schriftstellerische Tätigkeit. 
Er ist Literaturredakteur der Literaturzeitschrift African American Review und Lehrbeauftragter (Associate Professor) für englische Sprache am College of Staten Island.

## Werk
Für seine erste Lyriksammlung leadbelly erhielt Jess 2004 den Preis der National Poetry Series sowie 2006 den Whiting Award für Poetry. Weitere bekannte Gedichte sind „Hagar in the Wilderness“ (2013), „Mercy“ (2014) sowie „Blind Boone’s Apparitions“ (2016). 2016 wurde Jess mit einem Lannan Literary Award for Poetry ausgezeichnet. 2016 kam auch sein zweiter Gedichtband Wave heraus, der 2017 den Pulitzer-Preis für Dichtung sowie den Anisfield-Wolf Book Award erhielt. 

## Veröffentlichungen
- leadbelly, 2004
- Olio, 2016